# Onslaught
Onslaught é uma banda de thrash metal do Reino Unido, formada em 1982 em Bristol.

## Integrantes

### Membros atuais
- Sy Keeler - vocal (1985–1988, 2005–presente)
- Nige Rockett - guitarra (1983–1991, 2005–presente)
- Jeff Williams - baixo (2006–presente)
- Andy Rosser-Davies – guitarra  (2008–presente)
- Mic Hourihan - bateria (2011–presente)
- Leigh Chambers - guitarra (2012–presente)

### Membros anteriores
- Steve Grice - bateria (1982–1991, 2005–2011)
- Paul Mahoney - vocal  (1984–1985) e baixo (1985–1986)
- Jase Stallard - baixo  (1984–1985) e guitarra  (1985–1987)
- James Hinder – baixo (1986–1991, 2005–2006)
- Rob Trotman - guitarra (1987–1991)
- Steve Grimmett - vocal (1988–1990)
- Tony O'Hora – vocal (1990–1991)
- Alan Jordan - guitarra (2005–2008)

## Discografia

### Álbuns
- Power from Hell — 1985
- The Force — 1986
- In Search of Sanity — 1989
- Killing Peace — 2007
- Live Damnation — 2009 (ao vivo)
- Sounds of Violence — 2011
- VI — 2013

### Compactos e singles
- Let There Be Rock — 1987
- Shellshock — 1988
- Welcome To Dying —  1989

### DVD
- Live Polish Assault 2007 (2007)